# Nacionalismo-Neolítico

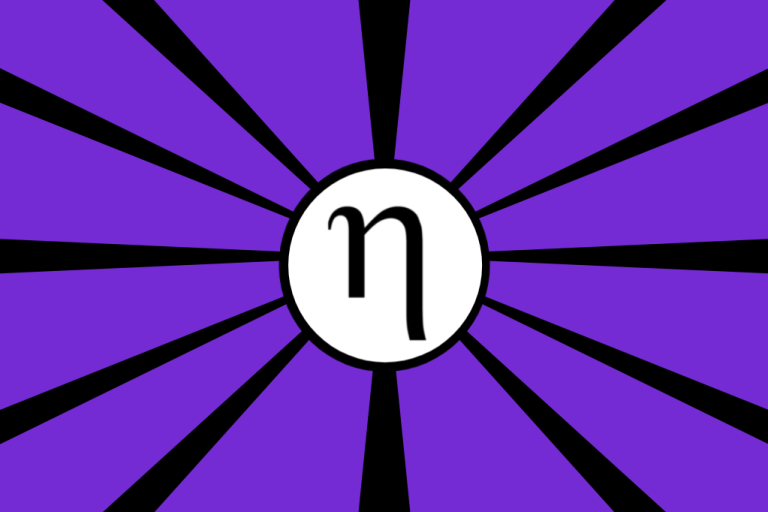
A bandeira mostra o símbolo eta, uma letra do alfabeto grego. O roxo, sendo a cor principal da bandeira, transmite uma sensação de poder e divindade, enquanto as listras pretas em volta do círculo representam raios de sol.

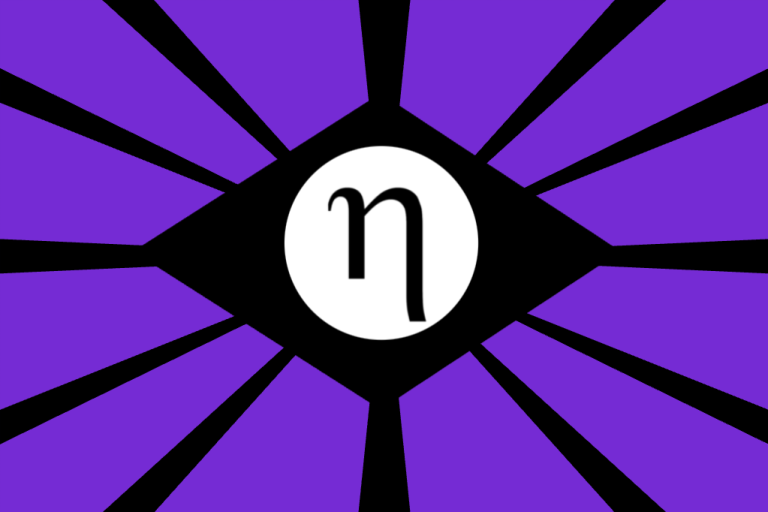
Bandeira Nacional-Neolítica Brasileira.

O Nacionalismo-Neolítico é uma corrente política fundada por Luiz Antônio Manso Oliveira e Pedro Bittencourt Gregorio, posteriormente consolidada com a entrada de João Pedro Garrido. O movimento estruturou-se com base em princípios nacionalistas, com foco na defesa da soberania nacional.
O Nacionalismo-Neolítico deriva do nacionalismo tradicional, mas se diferencia por não promover discriminação baseada em etnia, religião, cor de pele ou orientação sexual. A ideologia enfatiza o fortalecimento do Estado nacional por meio do desenvolvimento econômico, industrial e cultural.